# Tlake (gmina Grosuplje)
Tlake – wieś w Słowenii, w gminie Grosuplje. 1 stycznia 2017 liczyła 350 mieszkańców.